# Défenseur de l'année de l'USHL
Le Défenseur de l'année de l'USHL (en anglais : USHL Defenseman of the Year) est un titre remis annuellement depuis 1984 au joueur considéré le meilleur à la position de défenseur au cours de la saison régulière dans la United States Hockey League.

## Gagnant du trophée
| Saison    | Récipiendaire          | Équipe                                           |
| --------- | ---------------------- | ------------------------------------------------ |
| 1983-1984 | Doug Claggett          | Fighting Saints de Dubuque                       |
| 1984-1985 | Mike Castellano        | Mavericks de Austin                              |
| 1985-1986 | Kord Cernick           | Fighting Saints de Dubuque                       |
| 1986-1987 | Darren Sheehan         | Flyers de Thunder Bay                            |
| 1987-1988 | Chris Nelson           | Mustangs de Rochester                            |
| 1988-1989 | Mark Peterson          | Vulcans de Saint-Paul/Twin Cites                 |
| 1989-1990 | John Gruden            | Black Hawks de Waterloo                          |
| 1990-1991 | Paul Koch              | Lancers d'Omaha                                  |
| 1991-1992 | Andrew Backen          | Flyers de Thunder Bay                            |
| 1992-1993 | Eric Rud               | Buccaneers de Des Moines                         |
| 1993-1994 | David Dupont           | Buccaneers de Des Moines                         |
| 1994-1995 | Scott Swanson          | Lancers d'Omaha                                  |
| 1995-1996 | Josh DeWolf Dan Peters | Vulcans de Saint-Paul/Twin Cites Lancers d'Omaha |
| 1996-1997 | Doug Schmidt           | Black Hawks de Waterloo                          |
| 1997-1998 | Jason Basile           | Buccaneers de Des Moines                         |
| 1998-1999 | Tom Preissing          | Gamblers de Green Bay                            |
| 1999-2000 | Jeff Finger            | Gamblers de Green Bay                            |
| 2000-2001 | Jamie Mattie           | Stampede de Sioux Falls                          |
| 2001-2002 | Brett Skinner          | Buccaneers de Des Moines                         |
| 2002-2003 | Matt Carle             | Lancers de River City                            |
| 2003-2004 | Michael Hodgson        | Musketeers de Sioux City                         |
| 2004-2005 | Brett Motherwell       | Lancers d'Omaha                                  |
| 2005-2006 | Nick Schaus            | Lancers d'Omaha                                  |
| 2006-2007 | Jeff Petry             | Buccaneers de Des Moines                         |
| 2007-2008 | Blake Kessel           | Black Hawks de Waterloo                          |
| 2008-2009 | John Moore             | Steel de Chicago                                 |
| 2009-2010 | David Makowski         | Gamblers de Green Bay                            |
| 2010-2011 | Nick Mattson           | Ice de l'Indiana                                 |
| 2011-2012 | Andrew Welinski        | Gamblers de Green Bay                            |
| 2012-2013 | Paul LaDue             | Stars de Lincoln                                 |
| 2013-2014 | Brandon Montour        | Black Hawks de Waterloo                          |